# Белягуш
 Белягуш  — горный хребет на Южном Урале. Находится на территории Белорецкого района Башкортостана.
Хребет Белягуш Башкирского (Южного) Урала протянулся по меридиану между рек Реветь (бассейн реки Инзер) до широтного течения реки Тюльмень (приток реки Инзер). Входит в заповедник «Южно-Уральский».
Длина — 26 км, ширина — 6 км. Максимальная высота — 934 м.
Хребет Белягуш сложен из песчаников, конгломератов, алевролитов и аргиллитов зильмердакской свиты верхнего рифея.
Дает начало 20 исчезающим рекам — притокам реки Реветь.
Ландшафты — широколиственно-хвойные леса на светло-серых лесных почвах, широколиственного и хвойного леса на серых лесных почвах, луга.